# منتخب جنوب إفريقيا لهوكي الجليد
منتخب جنوب أفريقيا الوطني لهوكي الجليد هو منتخب وطني يمثل جنوب أفريقيا في منافسات هوكي الجليد الدولية، بدأ منافساته في سنة 1961، نافس في بطولة العالم لهوكي الجليد 28 مرة، يحتل حالياً التصنيف الرابع والأربعين على العالم.